# El hombre que amaba los platos voladores
El hombre que amaba los platos voladores es una película de comedia dramática surrealista argentina de 2024 dirigida por Diego Lerman. Narra la historia de un periodista que presenta una investigación periodística disparatada sobre la vida extraterrestre, pero que pronto no tardará en notarse la falta de credibilidad de su trabajo. Está protagonizada por Leonardo Sbaraglia, Sergio Prina, Osmar Núñez, María Merlino y Renata Lerman.
La película se estrenó mundialmente el 24 de septiembre de 2024 durante el Festival Internacional de Cine de San Sebastián, mientras que su estreno en las salas de cines de Argentina fue el 26 de septiembre de 2024 antes de ser lanzada en Netflix el 18 de octubre de ese mismo año.

## Sinopsis
Ambientada en la década de los ochenta, sigue la historia de José de Zer, un periodista que irrumpió en la televisión argentina por sus informes sobre los fenómenos extraterrestres generando impresionantes niveles en los índices de audiencia. El siguiente paso de José es emprender un viaje junto a su camarógrafo de confianza Chango para cubrir la aparición de un misterioso círculo marcado en un pastizal ubicado en un pueblo pequeño del norte argentino.

## Reparto
- Leonardo Sbaraglia como José de Zer
- Sergio Prina como Carlos «Chango» Torres
- Osmar Núñez como Saporitti
- Renata Lerman como Marti de Zer
- María Merlino como Roxy
- Agustín Rittano como Sixto Schiaffino
- Paula Grinszpan como Alicia
- Eva Bianco como Isadora López Cortese
- Elena Guerrero Burri como Elena
- Julio César Olmedo como Gutiérrez
- Norman Briski como «Checho»
- Mónica Ayos como Mónica
- Daniel Aráoz como Recabarren
- Eduardo Rivetto como Pedro Echevarriaza
- Guillermo Arengo como Dr. Domenech
- Rafael José Piussi como «Pocho»
- Jorge Eduardo Sosa como Cáceres
- Leonardo Maraval como Arturo

## Recepción

### Comentarios de la crítica
La película recibió reseñas favorables por parte de los críticos. Pablo O. Scholz de Clarín señaló que «Lerman se apoya en quien eligió para interpretar al periodista televisivo. Y lo bien que hace, porque Leonardo Sbaraglia se devora la película». Luis Martínez de El Mundo destacó que «Diego Lerman vuelve a sorprender» y «trata de ofrecer una crónica de aliento realista sobre una mezquindad entre muy cómica y muy trágica».
En una reseña para ABC, Oti Rodríguez Marchante escribió que se trata de «una historia condimentada con diversas especias, la más potente la de un humor entrañable» y agregó que el filme «tiene una clara dirección, aunque también un sentido algo zigzagueante, lo que te permite disfrutarla en su lógica y en su incoherencia».

### Premios y nominaciones
| Festival/Premio                                 | Fecha del evento               | Categoría                          | Receptor                                  | Resultado     | Ref.   |
| ----------------------------------------------- | ------------------------------ | ---------------------------------- | ----------------------------------------- | ------------- | ------ |
| Festival Internacional de Cine de San Sebastián | 20 al 28 de septiembre de 2024 | Concha de Oro                      | Diego Lerman                              | Participación | [ 10 ] |
| Premios Cóndor de Plata                         | 20 de febrero de 2025          | Mejor actor                        | Leonardo Sbaraglia                        | Nominado      | [ 11 ] |
| Premios Cóndor de Plata                         | 20 de febrero de 2025          | Mejor dirección de arte            | Marcelo Chaves                            | Nominado      | [ 11 ] |
| Premios Cóndor de Plata                         | 20 de febrero de 2025          | Mejor diseño de vestuario          | Pheonia Veloz y Valentina Bari            | Nominadas     | [ 11 ] |
| Premios Cóndor de Plata                         | 20 de febrero de 2025          | Mejor música original              | José Villalobos                           | Nominado      | [ 11 ] |
| Premios Cóndor de Plata                         | 20 de febrero de 2025          | Mejor dirección de casting         | Verónica Souto                            | Nominada      | [ 11 ] |
| Premios Cóndor de Plata                         | 20 de febrero de 2025          | Mejor sonido                       | Leandro de Loredo                         | Nominado      | [ 11 ] |
| Premios Sur                                     | 23 de julio de 2025            | Mejor película                     | El hombre que amaba los platos voladores  | Nominado      | [ 12 ] |
| Premios Sur                                     | 23 de julio de 2025            | Mejor dirección                    | Diego Lerman                              | Nominado      | [ 12 ] |
| Premios Sur                                     | 23 de julio de 2025            | Mejor actor                        | Leonardo Sbaraglia                        | Nominado      | [ 12 ] |
| Premios Sur                                     | 23 de julio de 2025            | Mejor actor de reparto             | Sergio Prina                              | Nominado      | [ 12 ] |
| Premios Sur                                     | 23 de julio de 2025            | Mejor guion original               | Adrián Biniez y Diego Lerman              | Nominados     | [ 12 ] |
| Premios Sur                                     | 23 de julio de 2025            | Mejor montaje                      | Federico Rotstein                         | Nominado      | [ 12 ] |
| Premios Sur                                     | 23 de julio de 2025            | Mejor dirección de arte            | Marcelo Chaves                            | Nominado      | [ 12 ] |
| Premios Sur                                     | 23 de julio de 2025            | Mejor diseño de vestuario          | Pheonia Veloz y Valentina Bari            | Nominadas     | [ 12 ] |
| Premios Sur                                     | 23 de julio de 2025            | Mejor maquillaje y caracterización | Beatushka Wojotovicz y Carolina Siliguini | Nominadas     | [ 12 ] |